# Pino (Korsika)
Pino (korsisch Pinu) ist eine Gemeinde auf dem Cap Corse der französischen Insel Korsika. Sie gehört zur Region Korsika, zum Département Haute-Corse, zum Arrondissement Bastia und zum Kanton Cap Corse. Die Bewohner nennen sich Pinais oder Pinesi.

## Geografie
Pino grenzt im Westen an das Ligurische Meer. Die Nachbargemeinden sind Morsiglia im Norden, Luri im Osten und Barrettali im Süden. Das besiedelte Gebiet besteht aus 16 Quartieren und Dörfern, darunter Casuccio, Monticello, Peri, Raffalacce, Ciocce, Covili, Paroisse und Metimo.

## Bevölkerungsentwicklung
| Jahr      | 1881 | 1962 | 1968 | 1975 | 1982 | 1990 | 1999 | 2008 | 2012 |
| --------- | ---- | ---- | ---- | ---- | ---- | ---- | ---- | ---- | ---- |
| Einwohner | 591  | 273  | 269  | 200  | 137  | 143  | 150  | 179  | 148  |

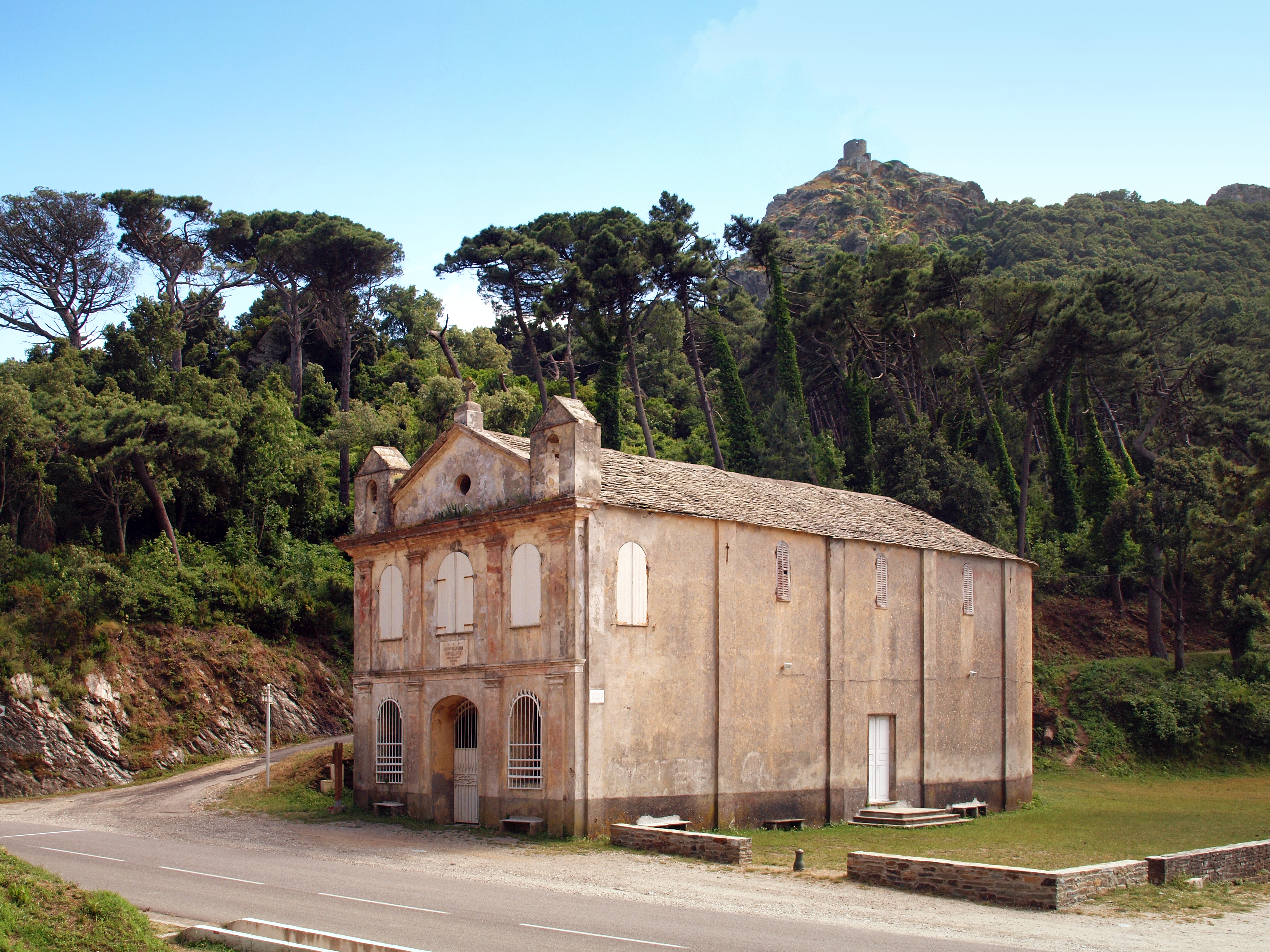
Kapelle Santa Lucia
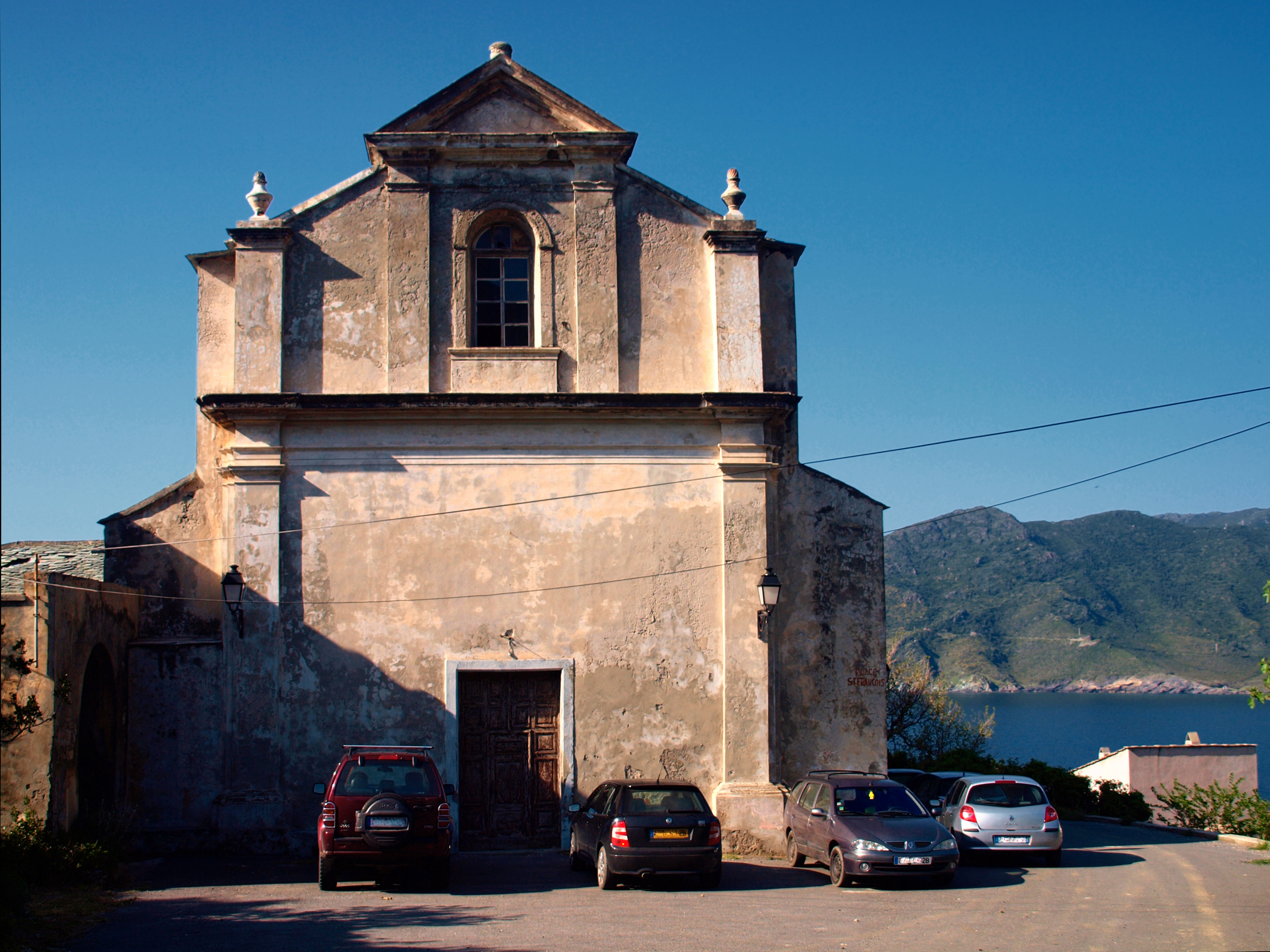
Konvent San Francescu
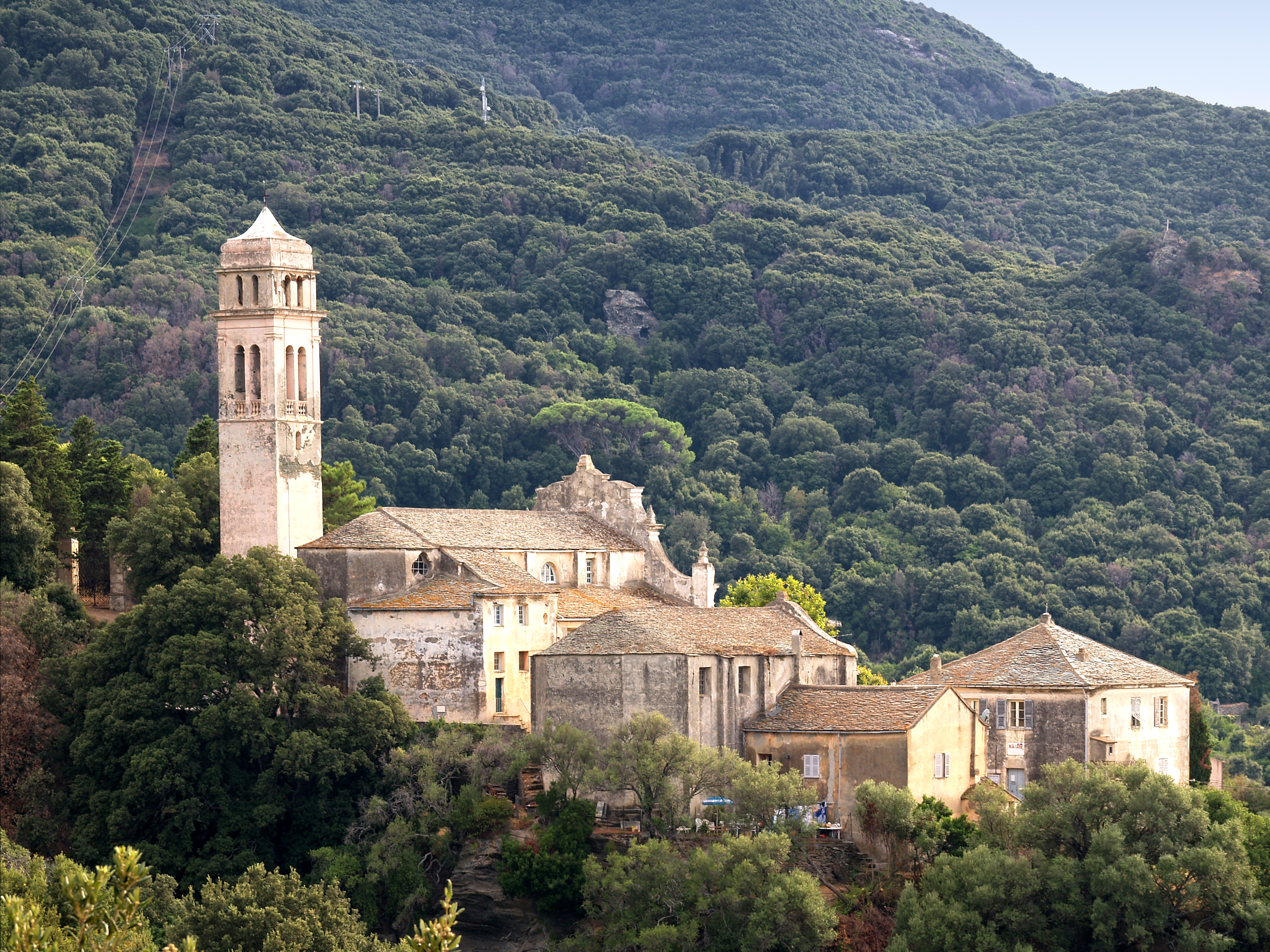
Kirche Santa Maria Assunta
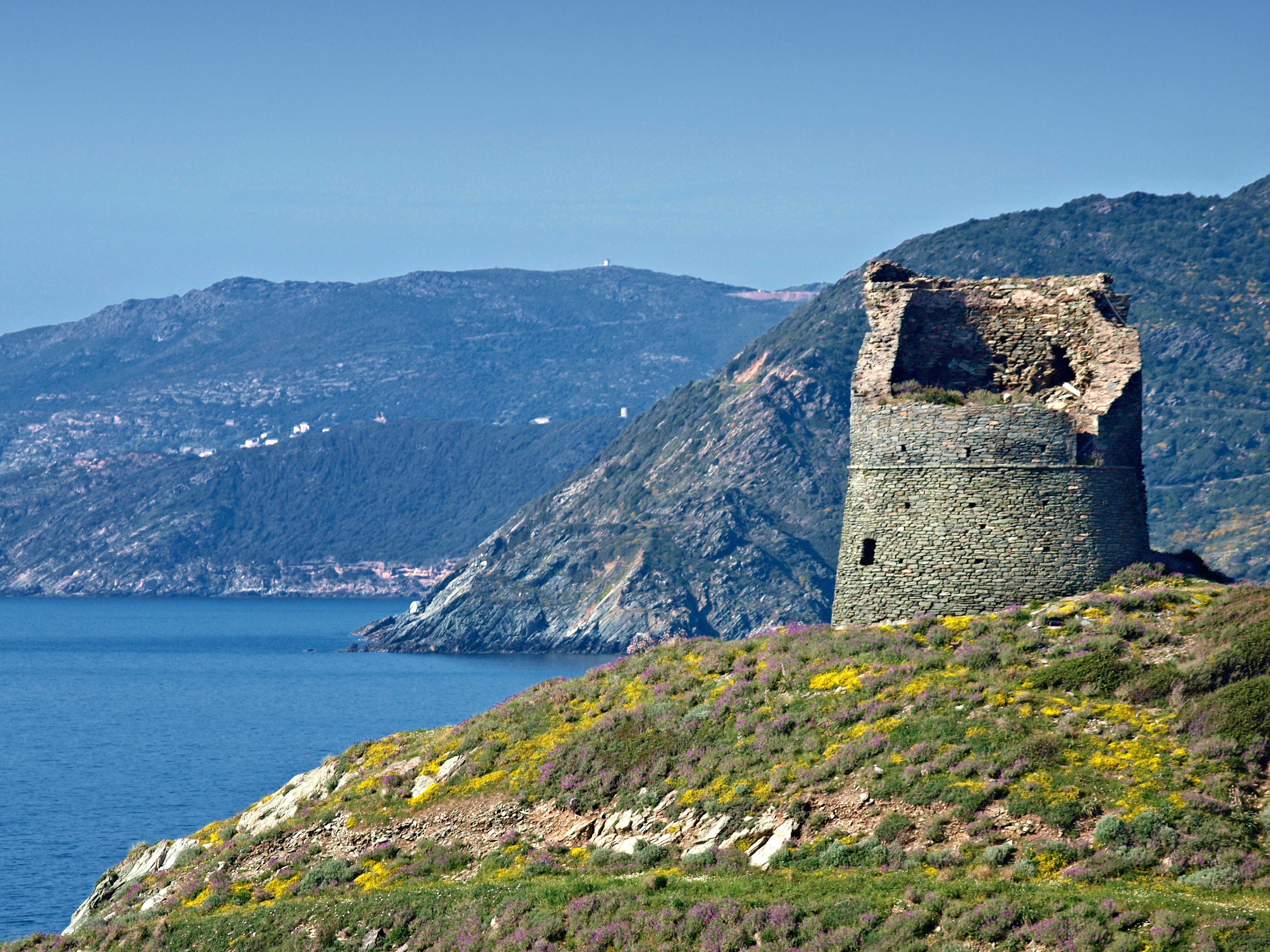
Überreste eines pisanischen Turmes bei Pino